# Regge (Fluss)
Die Regge ist mit gut 8 m³/s der wasserreichste Nebenfluss der Vechte und verläuft in der niederländischen Provinz Overijssel.
Die Quelle der Regge befindet sich in der Nähe des Ortes Goor in der Gemeinde Hof van Twente. Von dort fließt sie nach Norden durch Rijssen, Nijverdal und Hellendoorn und mündet in der Nähe von Ommen in die Vechte.
Der bis zu 30 Meter breite Fluss ist ab 1900 kanalisiert worden und wird derzeit abschnittweise renaturiert.
Beim Bau des Twentekanals bis 1938 ist der Oberlauf der Regge abgeschnitten worden und entwässert nun über den Twentekanal.
Seit 1998 läuft ein Renaturierungsprogramm, welches die Wiedereinführung der Flussdynamik, die Schaffung von Wasserauffangflächen, die Erleichterung der Naturentwicklung in den Flussauen und die Steigerung der touristischen und gesundheitlichen Attraktivität des Flusses zu erreichen versucht. Voraussichtlich wird das Programm 2025 vollendet.
Der Europäische Fernwanderweg E11 von Den Haag zur polnischen Grenze verläuft teilweise entlang der Regge.
Der Fluss wurde um das Jahr 1232 als prope … Recclam erstmals urkundlich erwähnt. Der Name leitet sich möglicherweise vom germanischen *reki- mit der ungefähren Bedeutung „(grasbewachsener) Abhang, steiler Rain, Böschung, abschüssiges Stück Land“ ab.

## Boven-Regge nördlich des Twente-Kanals

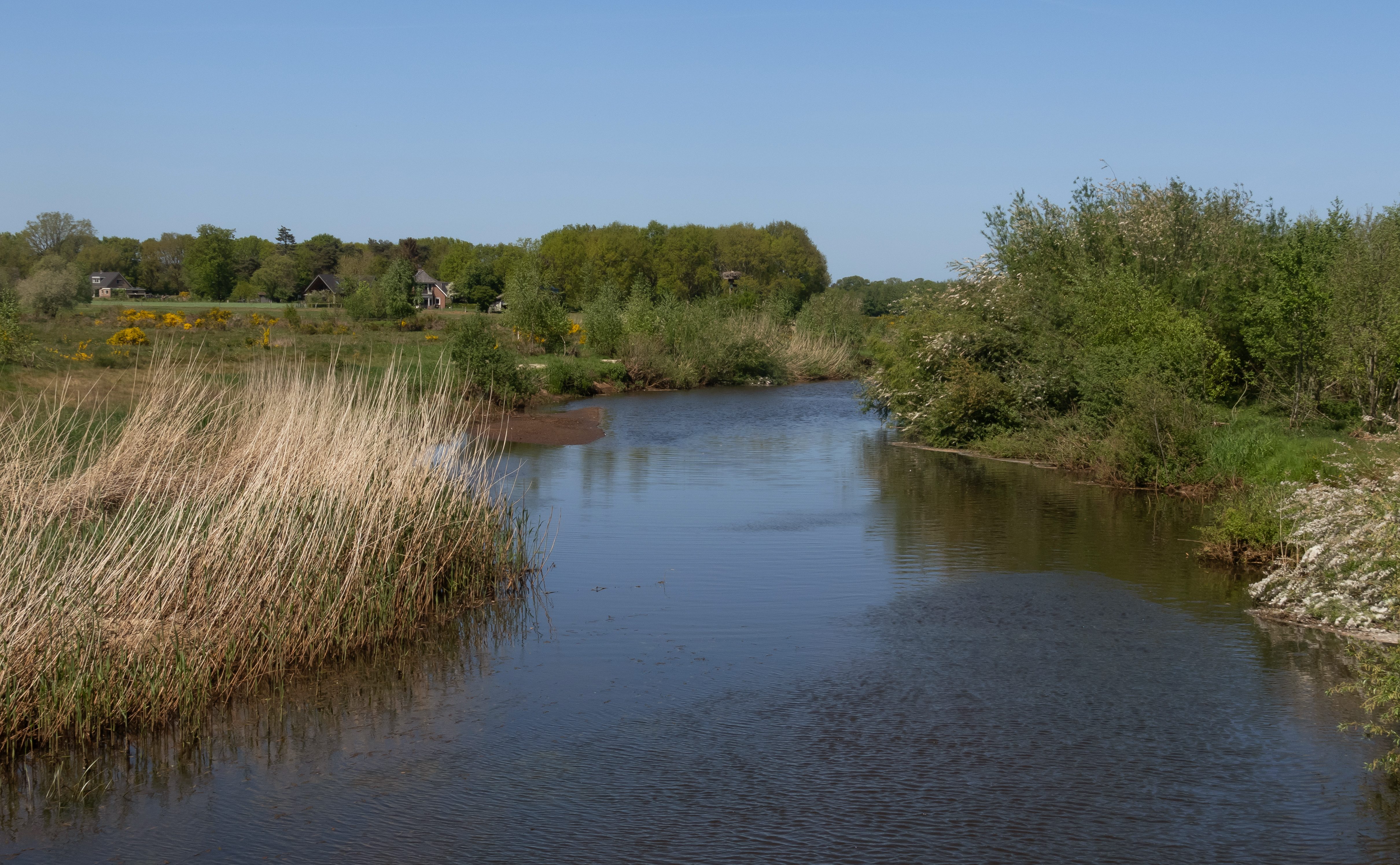
Die Regge bij Lemele
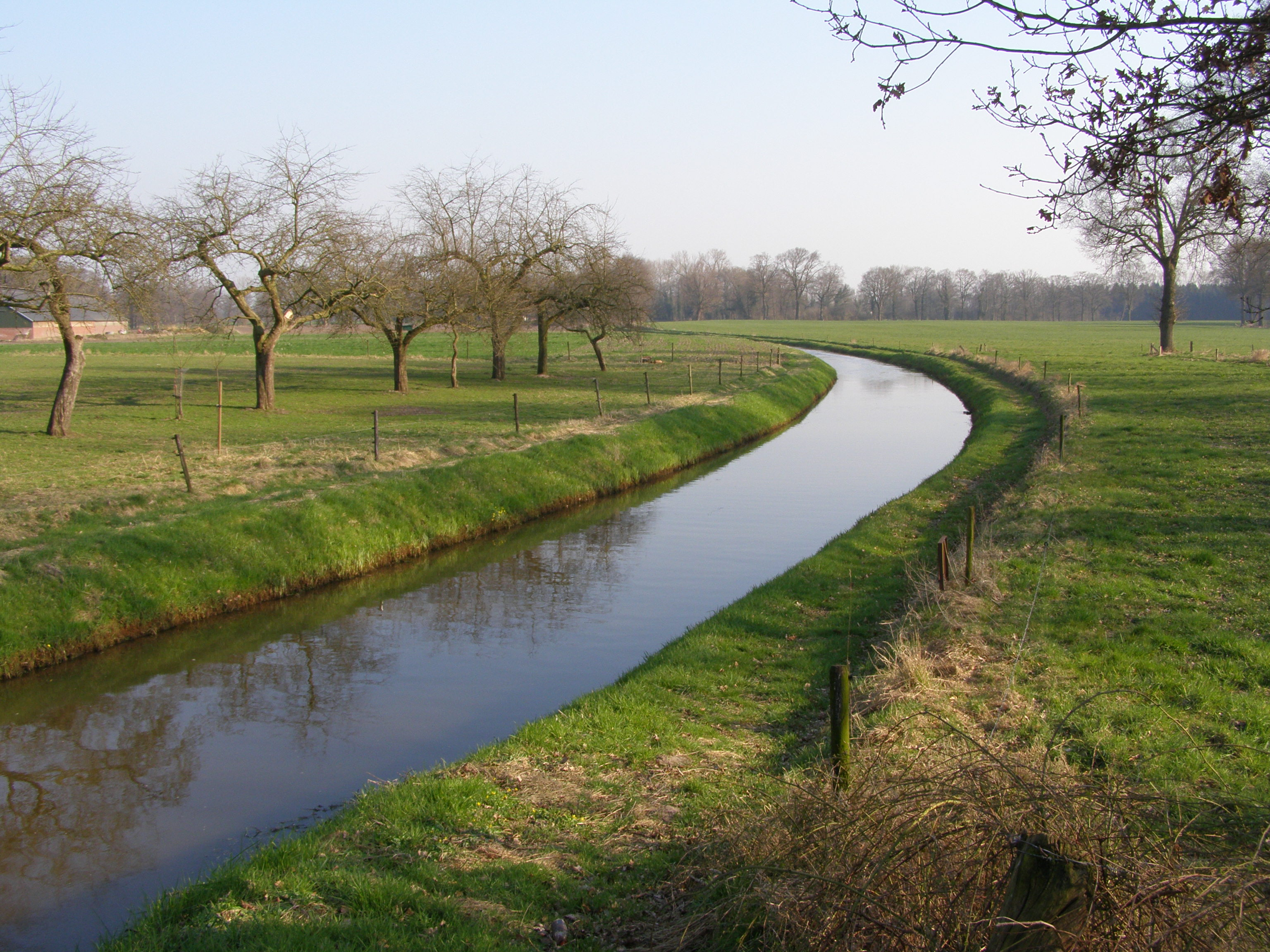
Die Regge im Südosten von Enter
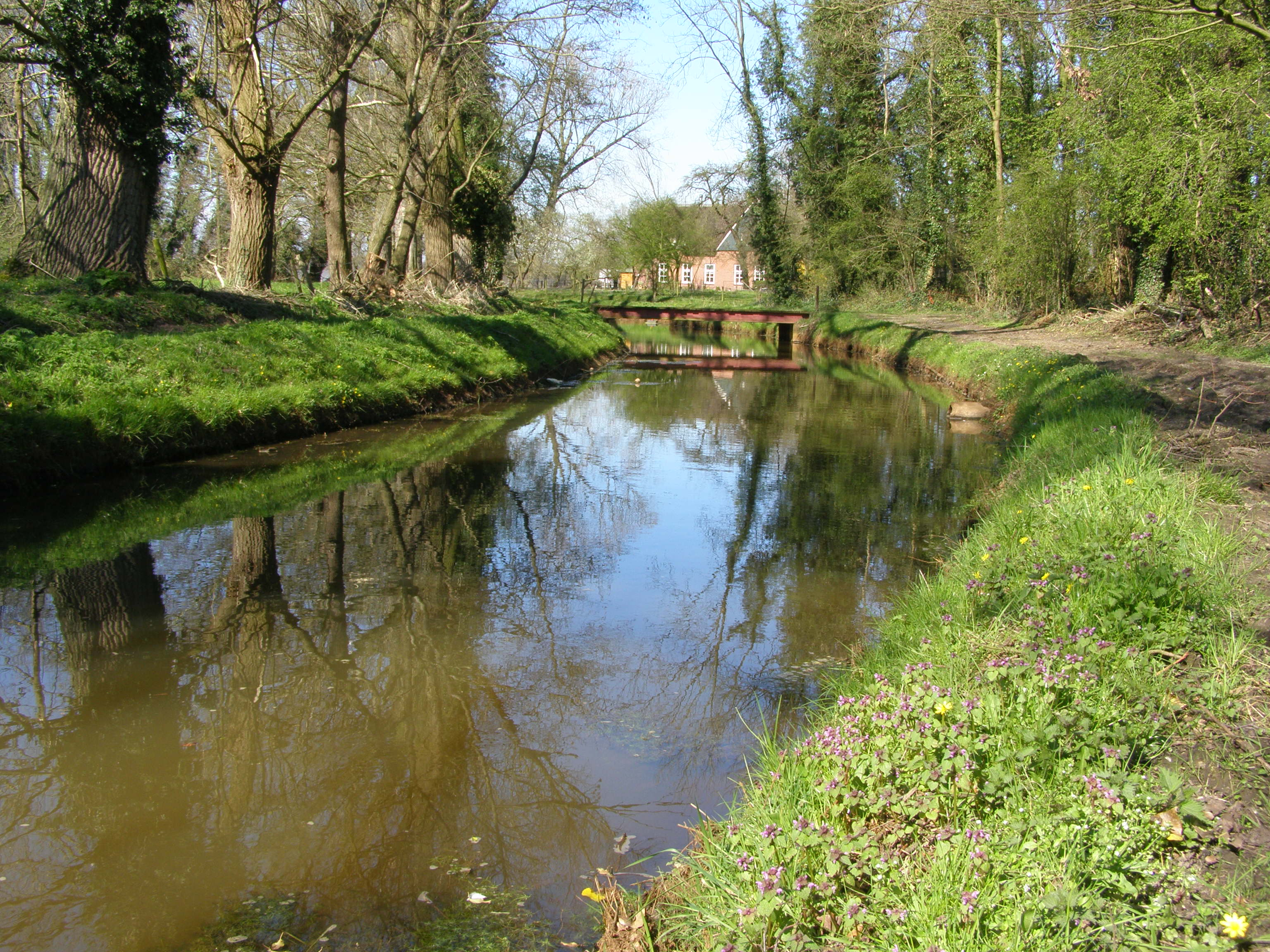
Die Regge
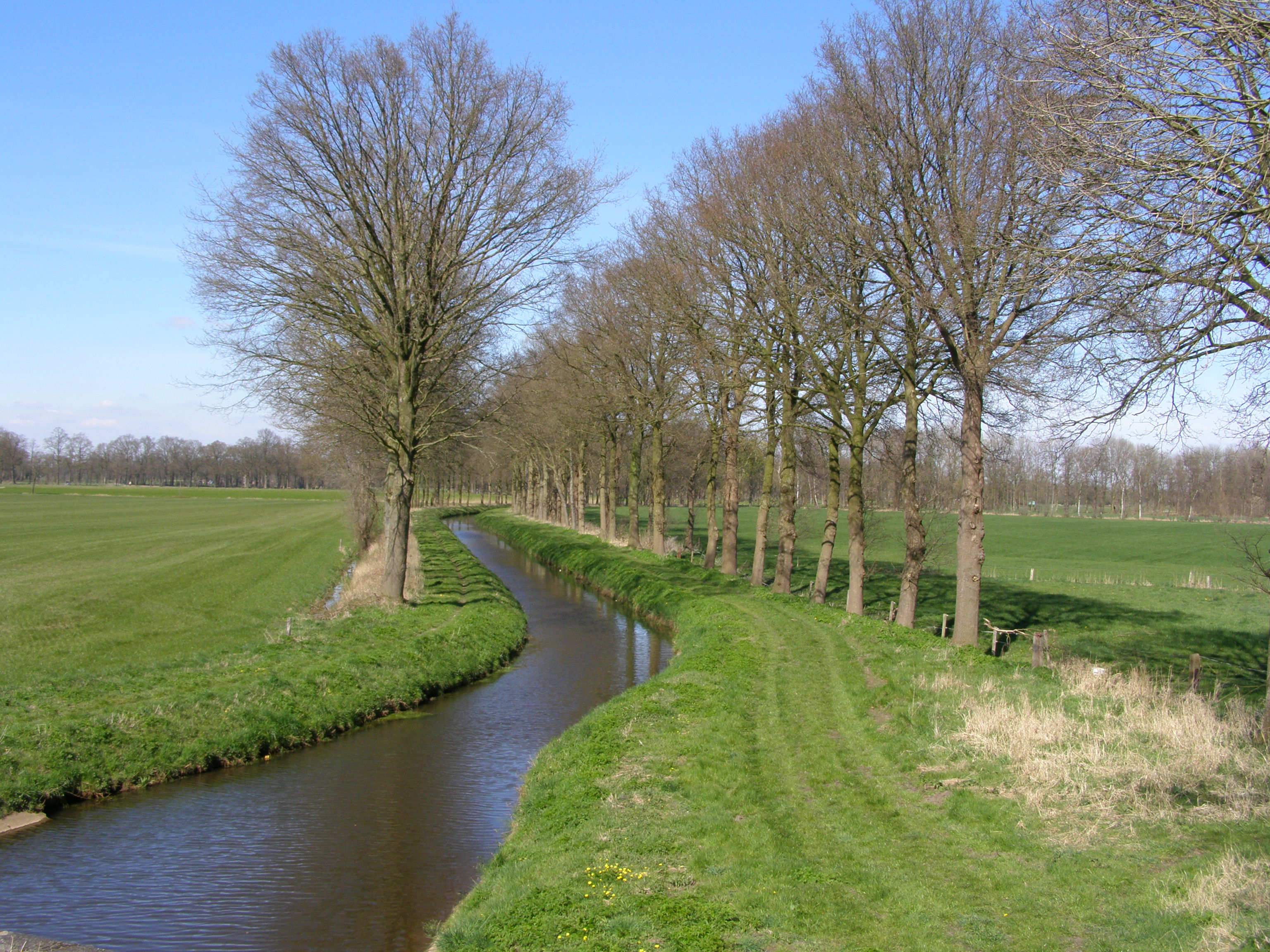
Regge bei Goor

## Boven-Regge bei Diepenheim

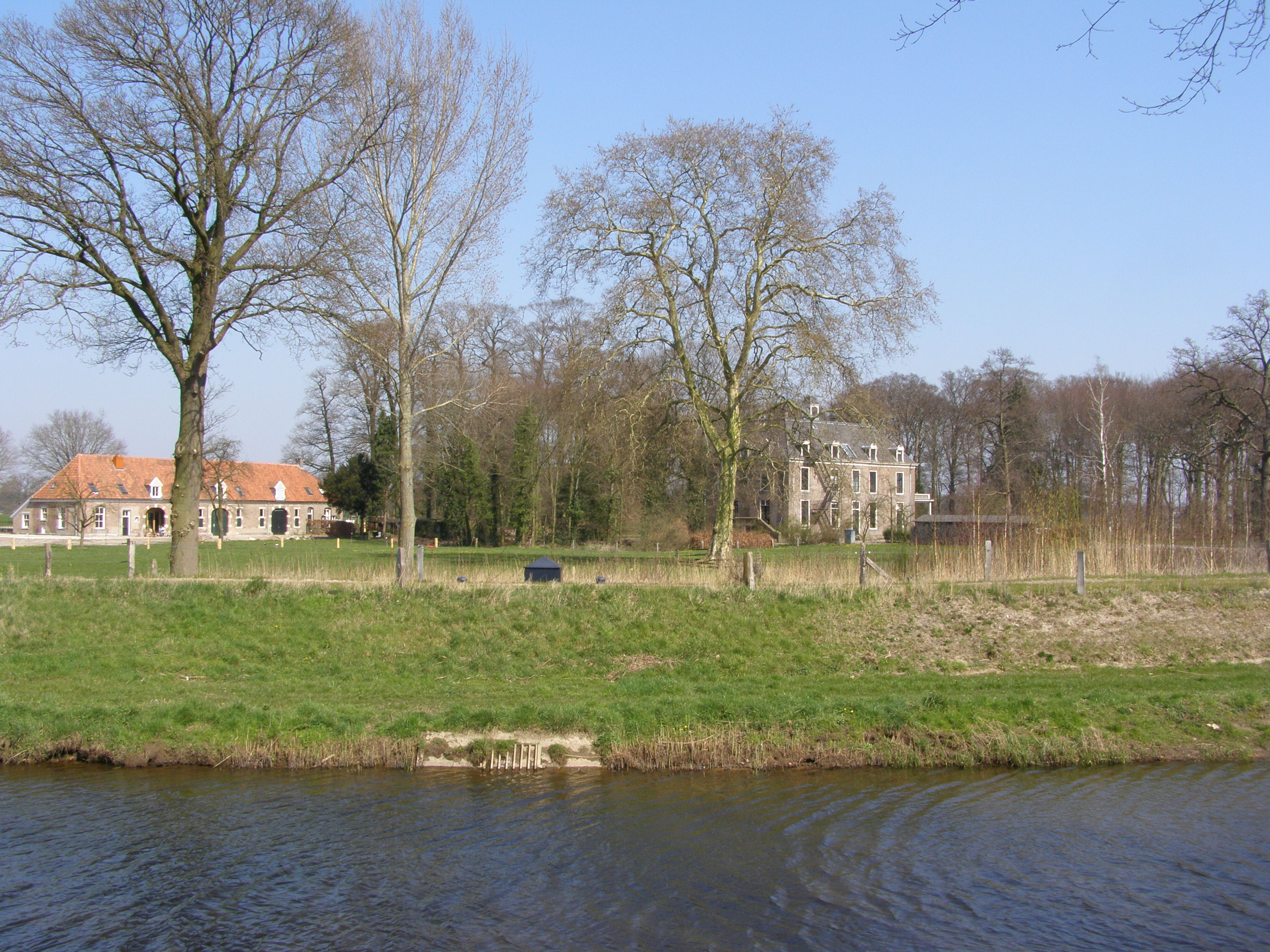
In trockenen Zeiten kann der Wasserstand aus der Schipbeek erhöht werden.
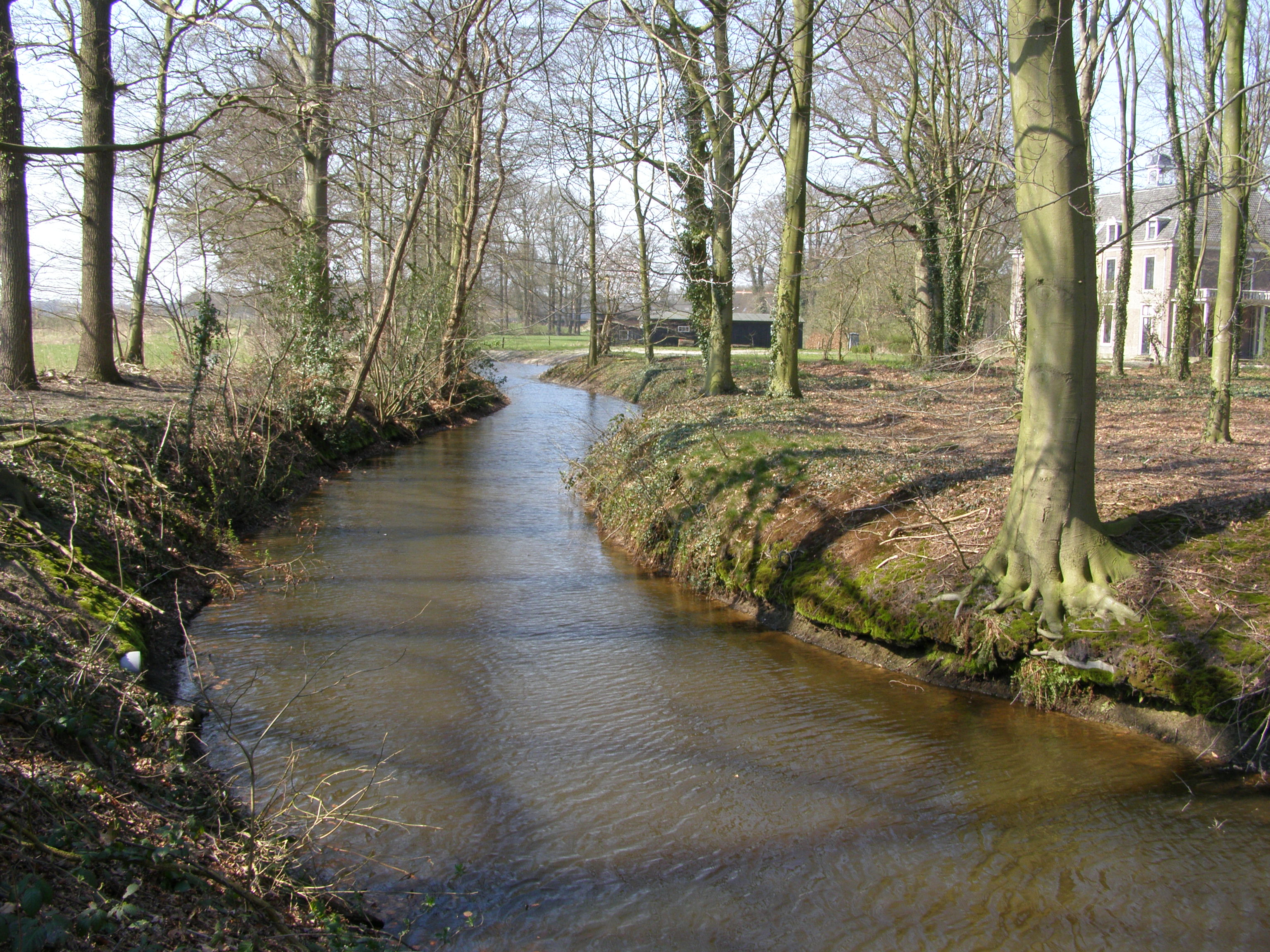
Westervlier
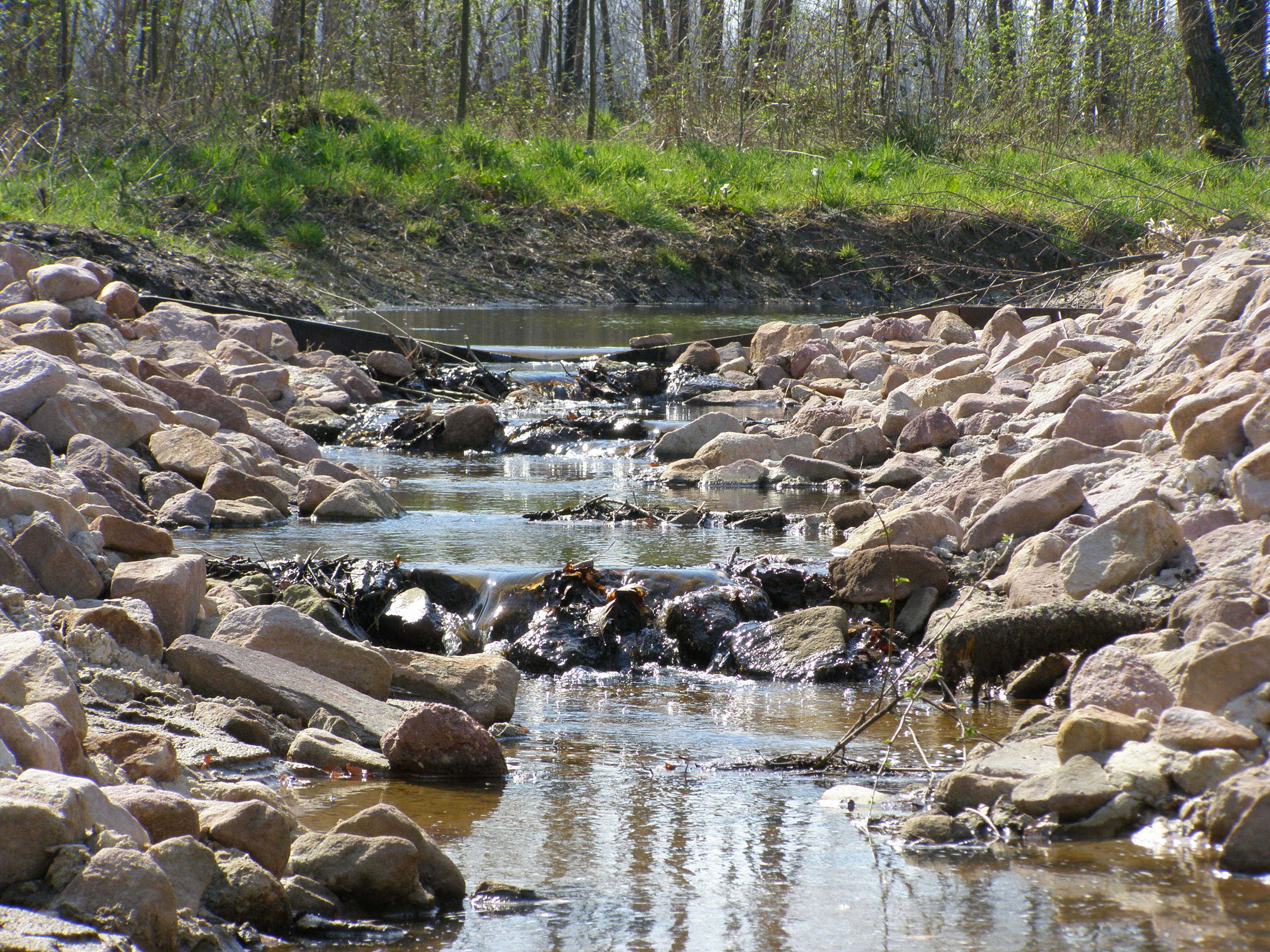
Fischtreppe  an der Regge
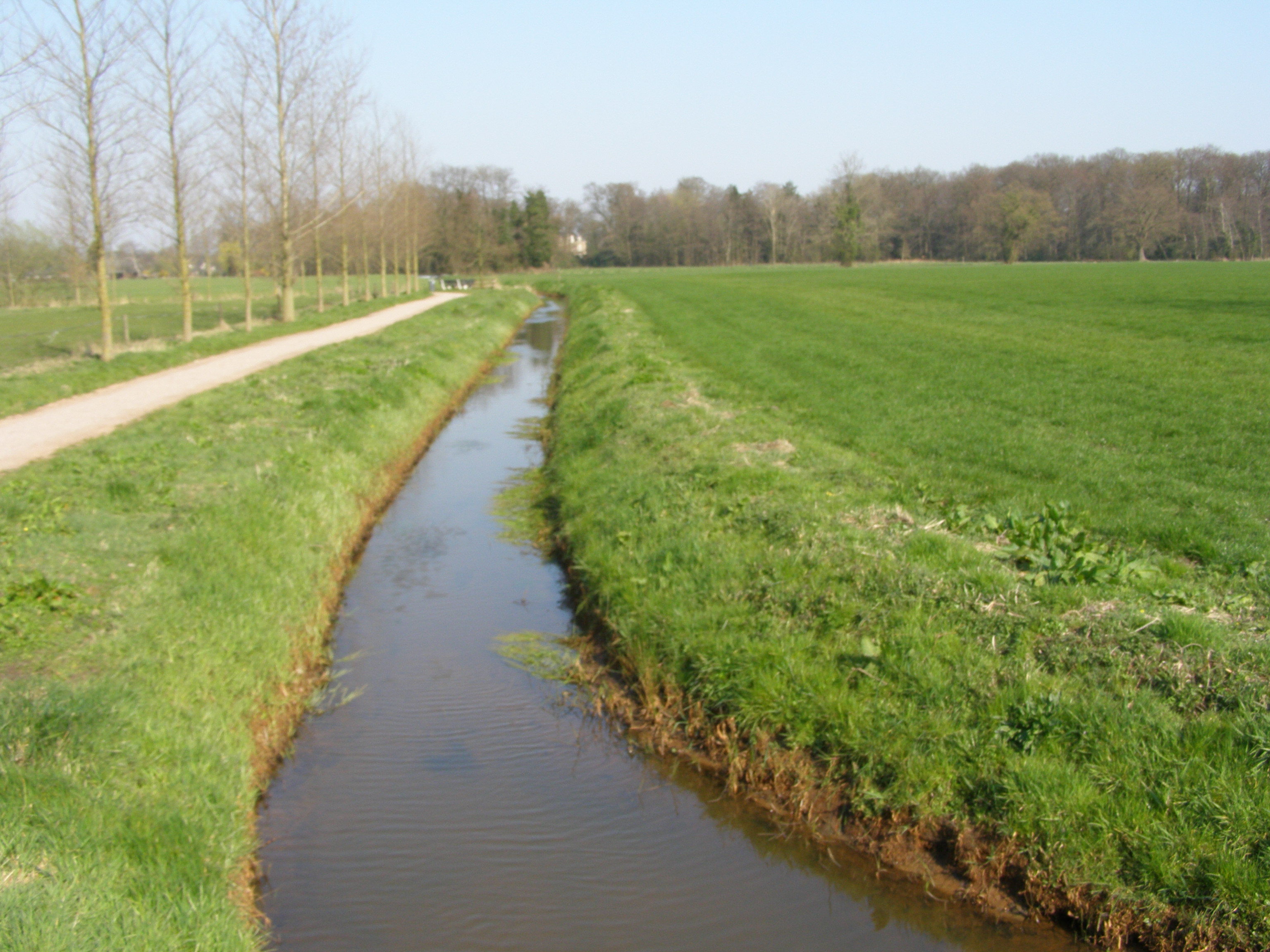
Die Regge bei Warmelo (Diepenheim)